# Nieuwenhove (West-Vlaanderen)
Nieuwenhove is een gehucht van de Belgische stad Waregem. Het ligt op ongeveer drie kilometer van het stadscentrum van Waregem en is bijna versmolten met de wijk Molenhoek in Deerlijk.
Het gehucht heeft zijn eigen parochie en kerk, genoemd naar de Heilige Margareta. In 1935 werd ze opgericht. De eerste kerk op deze parochie dateert van 1894 en werd in 1973 gesloopt. Rechtover het oude kerkje kwam de nieuwe kerk. Ze werd gebouwd in 1971 en staat op de hoek van de Remi Vanmeerhaeghestraat, de Oblatenstraat en de Platanendreef.

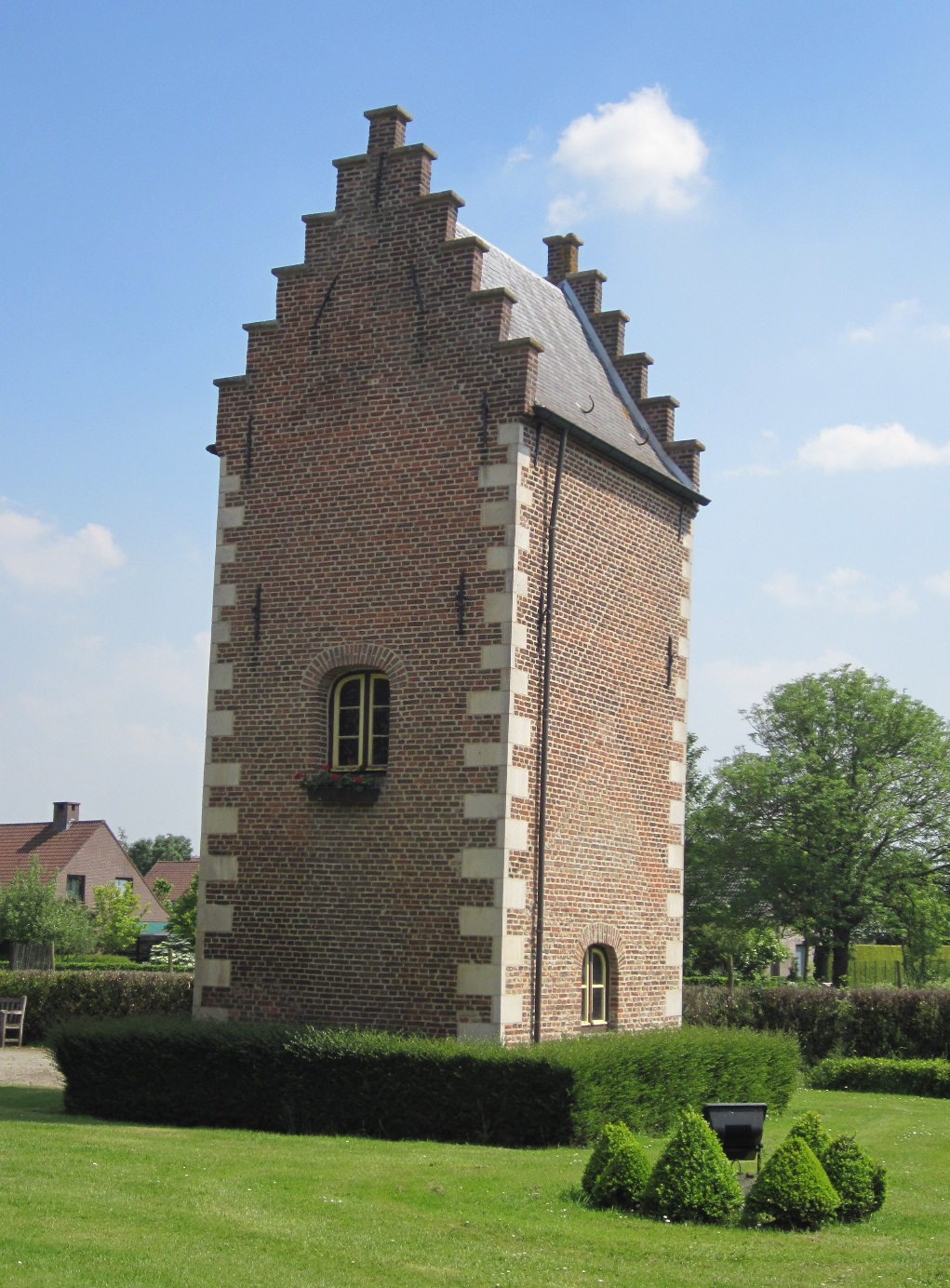
Duiventil van 't Goed te Nieuwenhove

## Bezienswaardigheden
- Het Goed Te Nieuwenhove, een versterkte hoeve, juist aan de rand van de dorpskern.
- De Sint-Margaretakerk.
- Het OCN (Ontmoetings Centrum Nieuwenhove) waar ook Chiro Vita & Freedom gevestigd is, hier wordt jaarlijks de "Fuif van Nieuwenhove" georganiseerd door de chiro.

## Natuur en landschap
Ten zuiden van Nieuwenhove loopt de Gaverbeek in noordoostelijke richting. De ligging aan de E17 leidde tot een aaneenschakeling van bedrijventerreinen langs deze weg die ten zuiden van het dorp loopt.

## Sport
In Nieuwenhove is voetbalclub Racing Waregem gevestigd in het Mirakelstadion. Nieuwenhove is ook thuis voor een van de grootste wielertoeristen clubs van Vlaanderen: de Nieuwenhovespurters.

## Evenementen
In Nieuwenhove zijn er de jaarlijkse Sint-Margrietfeesten, telkens het 3de weekend van juli.
Er vind ook elk jaar "Vita's Feestweekend" plaats dit is georganiseerd door Chiro Vita.

## Nabijgelegen kernen
Waregem, Molenhoek, Vichte, Heirweg
Deelgemeenten: Beveren · Desselgem · Sint-Eloois-Vijve · Waregem

Overige plaatsen: Biest · Gaverke · Nieuwenhove

Belgische gemeenten · Arrondissement Kortrijk · West-Vlaanderen · Vlaanderen